# 瓊塔科柳山
15°44′24″S 68°35′5″W / 15.74000°S 68.58472°W
瓊塔科柳山（Chunta Qullu），是玻利維亞的山峰，位於該國西部拉巴斯省的拉雷卡哈省，屬於安第斯山脈的一部分，處於丘丘山東南面和利亞維伊馬納山西北面，海拔高度4,800米。